# Связанная вода
Вода связанная — часть подземных вод, физически или химически удерживаемая твердым веществом горных пород. 
В отличие от свободной воды (гравитационной) связанная вода неподвижна или малоподвижна. Она разделяется на воду в твердом веществе породы и воду в порах. К связанной воде в твердом веществе принадлежит вода, которая входит в структуру твердого вещества: кристаллизационная, конституционная, цеолитная. Связанная вода в порах (плотносвязанная и адгезионная), покрывает твердые частицы (зерна) породы. 
Плотносвязанная вода (так называемая пленочная вода) на поверхности горных пород образует два слоя: один сравнительно тонкий слой (толщиной в несколько молекул — альфа-плёнка), прилегающий непосредственно к поверхности частицы, и второй (значительно больший по толщине — бета-плёнка) — слой так называемой адсорбционной воды. Существуют эти два вида связанной воды за счёт ван-дер-ваальсовых сил (дисперсионные, ориентационные и индукционные взаимодействия молекул), а также специфических водородных и химических связей, возникающих между молекулами твердой поверхности и воды, а также между молекулами самой воды. 
Особенно значительное количество связанной воды содержится в тонкодисперсных, глинистых породах, которые характеризуются очень мелкими порами и большой поверхностью частиц. Количество связанной воды в глинах зависит от их минералогии, состава обменных катионов, температуры. Больше всего её содержится в монтмориллонитовых глинах. С ростом температуры объём связанной воды уменьшается прежде всего за счёт разрушения адсорбционной воды и перехода её в свободную воду. Удаление связанной воды представляет собой основную проблему при глубоком обезвоживании продуктов обогащения полезных ископаемых, подготовке угля к гидрогенизации и тому подобное.